# Eeriboia (Tochter des Alkathoos)
Eeriboia (altgriechisch Ἠερίβοια Ēeríboia) ist eine Gestalt der griechischen Mythologie.
Eeriboia war laut den Homer-Scholien die Tochter des Königs Alkathoos von Megara, Gemahlin des Telamon, Königs der Insel Salamis, und Mutter des griechischen Helden Aias, der sich im Trojanischen Krieg auszeichnete. Ihre Namensform wird von anderen antiken Autoren leicht abweichend angegeben; Varianten sind Eriboia (altgriechisch Ἠρίβοια Ēríboia) und Periboia (altgriechisch Περίβοια Períboia).